# Lo spacciatore di carne
Lo spacciatore di carne è il primo romanzo di Giuliano Sangiorgi, frontman dei Negramaro, pubblicato nel 2012 da Einaudi Editore.
Nel 2013 ha vinto il Premio Lunezia Menzione Speciale 2013 per la coerenza letteraria.

## Trama
Edoardo, universitario pugliese a Bologna, racconta la storia della propria pazzia amorosa. All'età di cinque anni, assiste per la prima volta all'uccisione di un agnello dal padre macellaio; questo avvenimento, in particolare l'orrore suscitato dalla visione del sangue, sembrerà perseguitarlo e lo lascerà segnato anche una volta divenuto adulto. Durante un viaggio in treno incontra Stella, di cui si innamora all'istante e con cui intraprende una relazione appassionata. È lei che lo condurrà nel "tunnel" della droga. Quando Stella tradirà Edoardo, per giunta con il suo amico, inizierà per il giovane un'ossessione per la carne, regolarmente spedita dal padre, che egli spaccerà in cambio della droga.